# Seattle Center

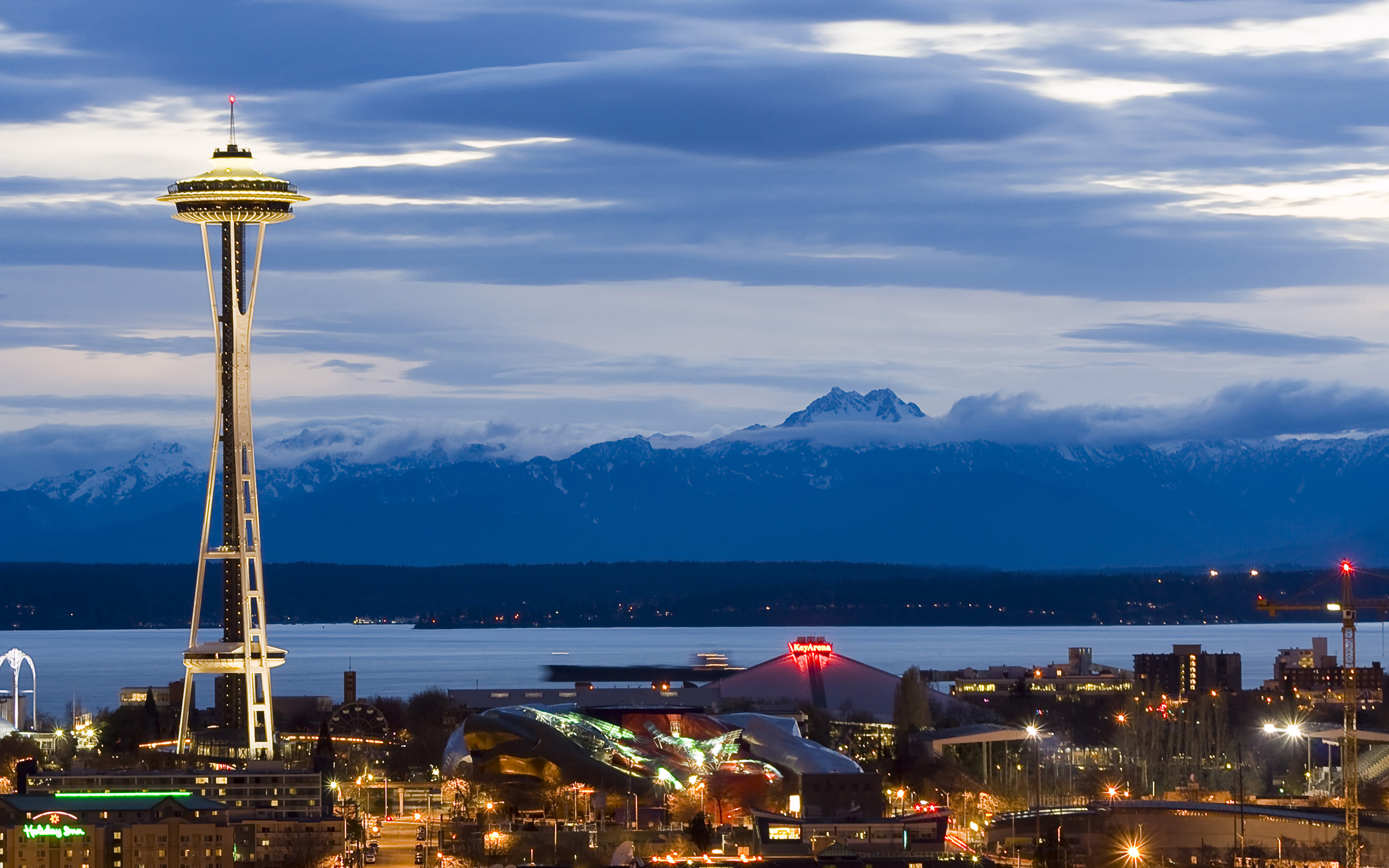
Seattle Center durante a noite

Seattle Center é um parque de artes e entretenimento localizado em Seattle, Washington.

## Galeria

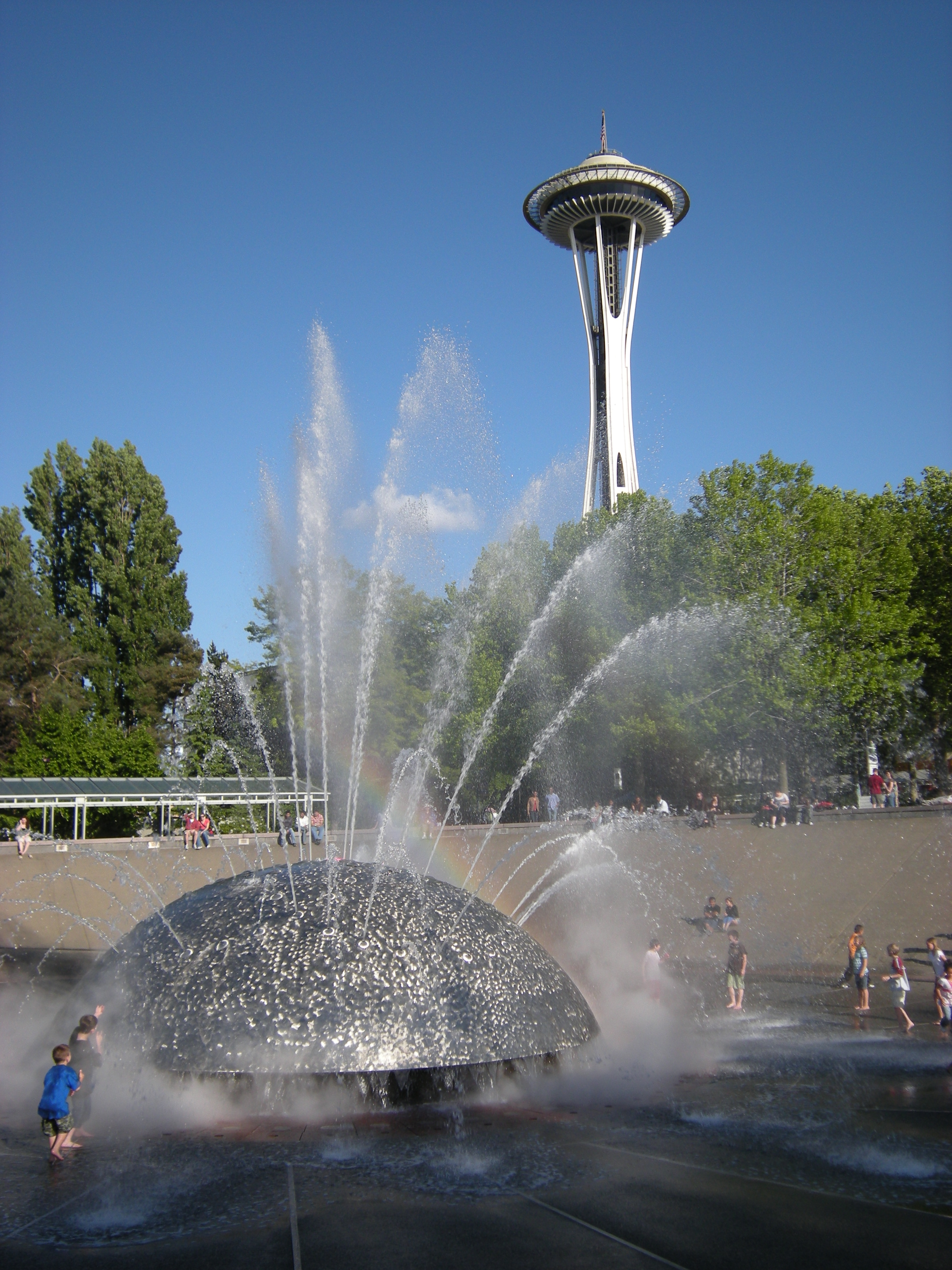
Visto do Space Needle com a International Fountain.
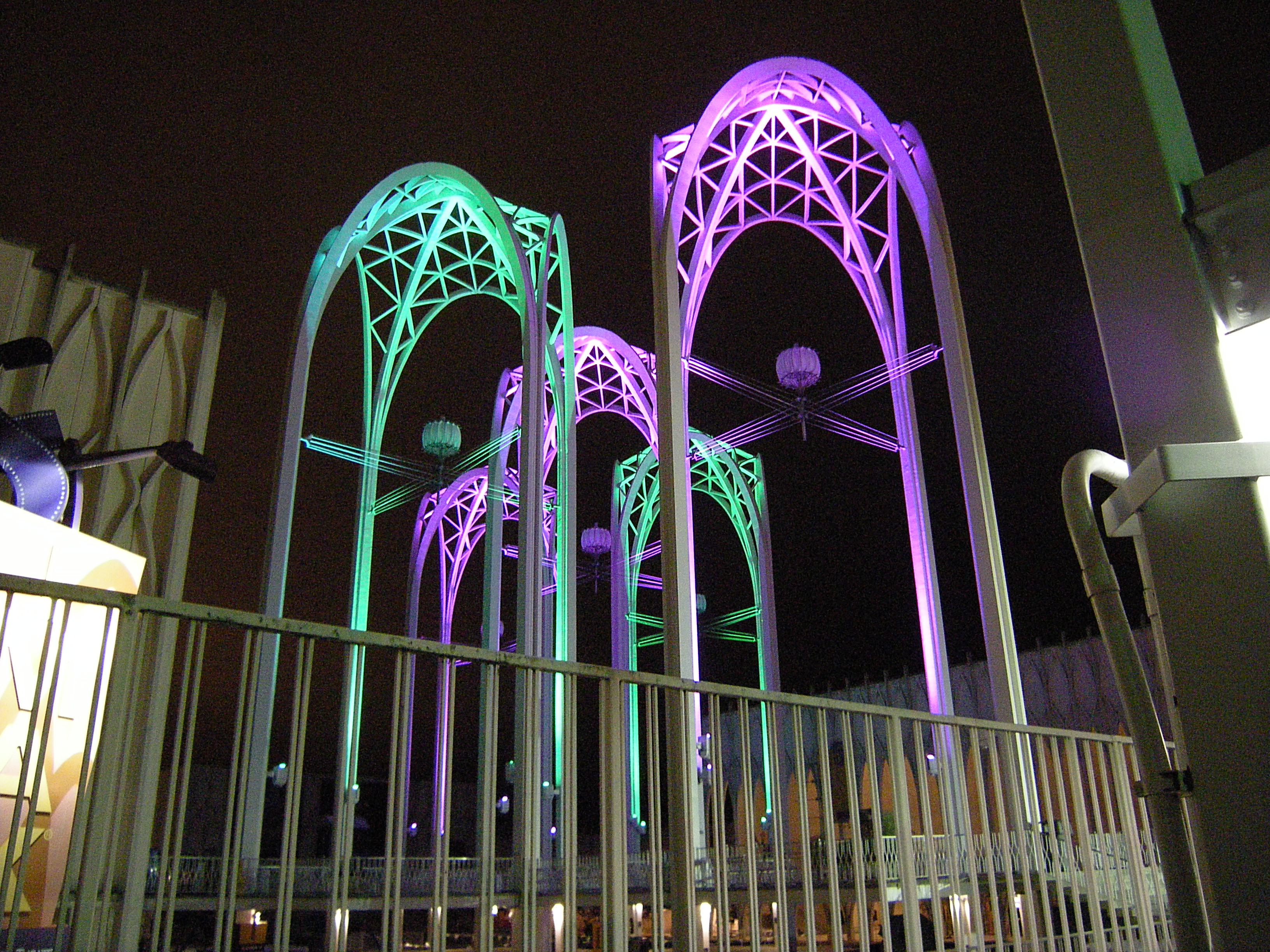
As torres da Pacific Science Center durante a noite.
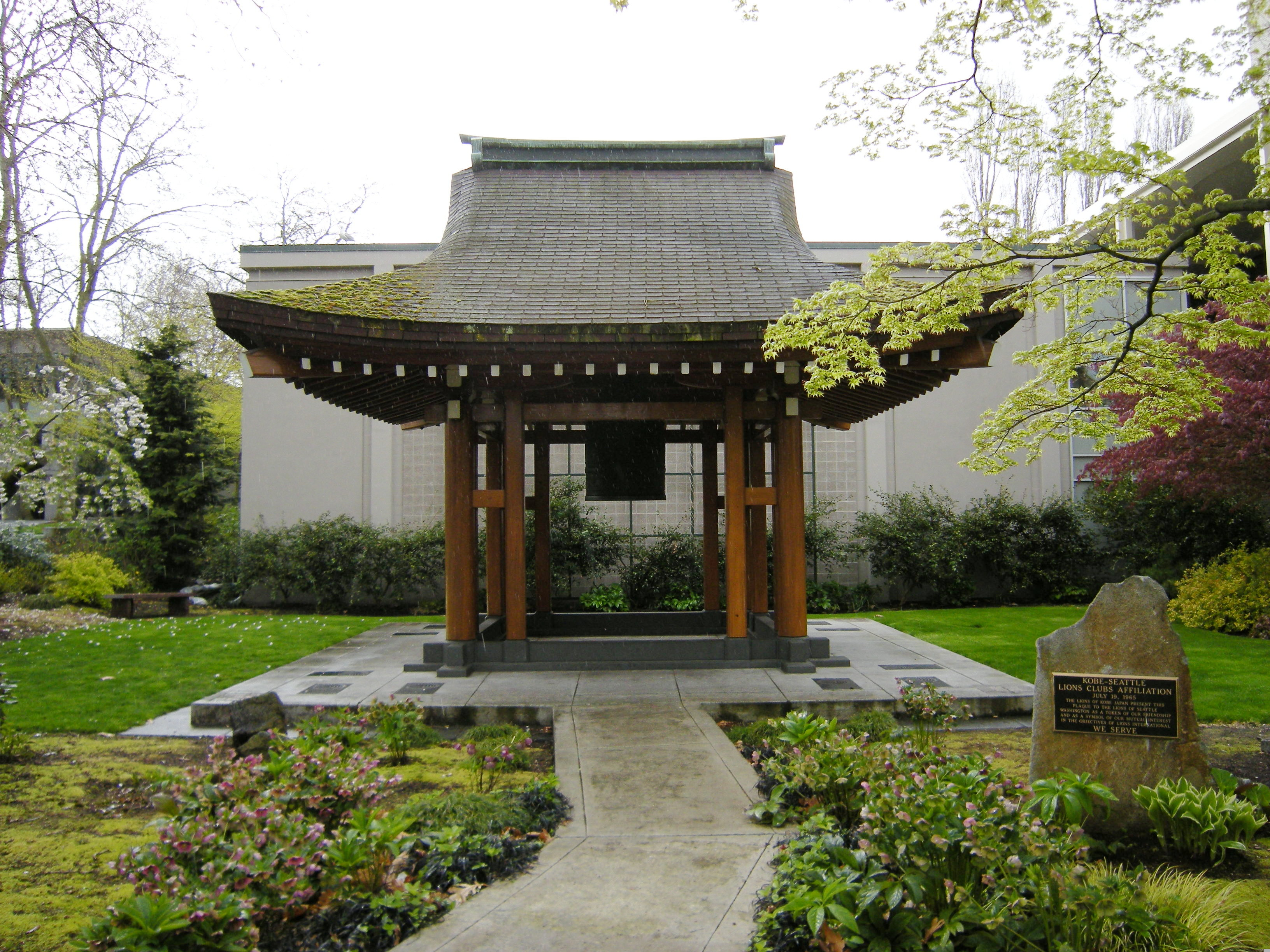
A Kobe Bell.
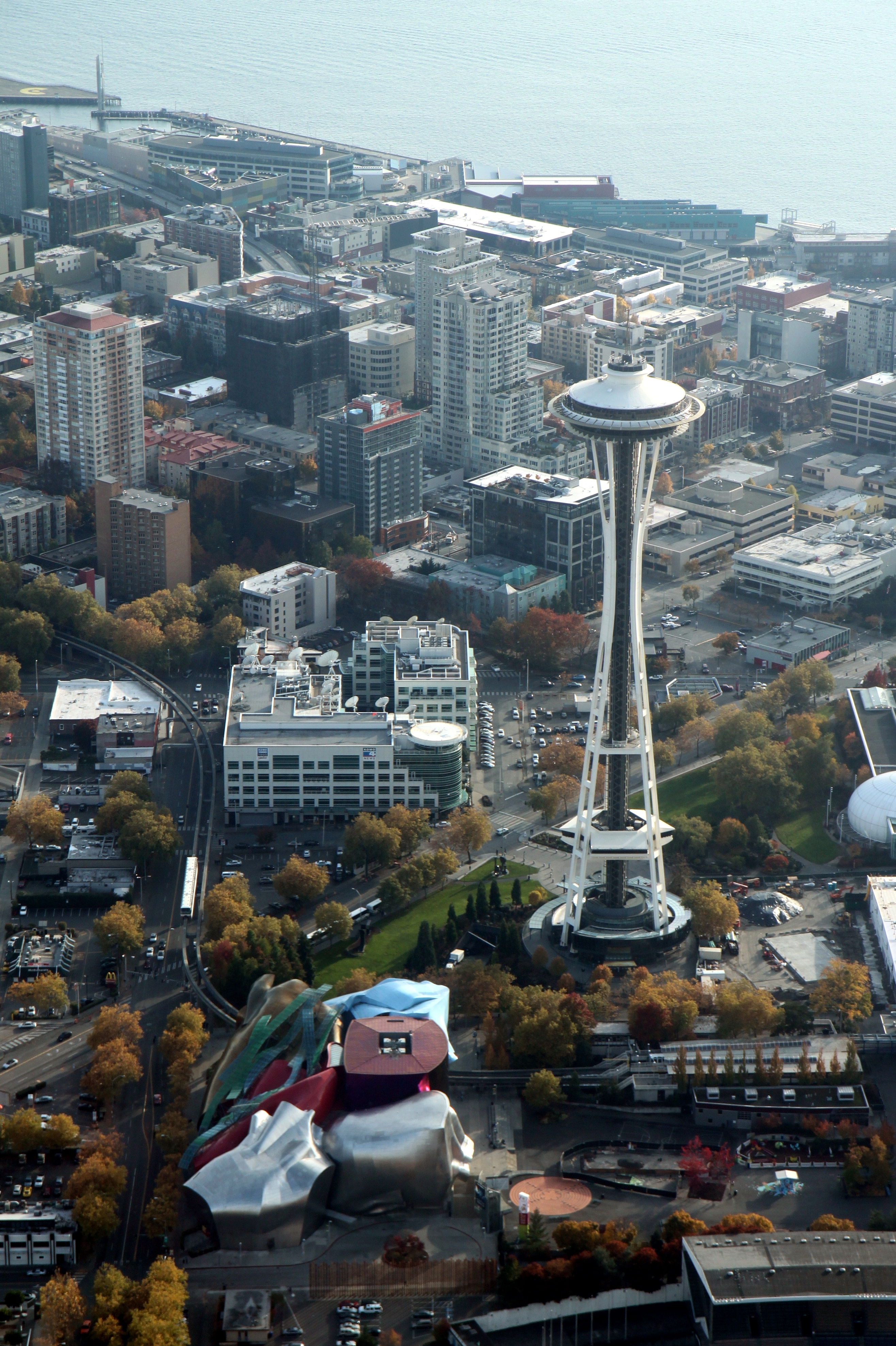
O EMP Museum e o Space Needle.